# Danzaterapia
La danzaterapia es un método psicoterapéutico que surgió en los Estados Unidos en la década de 1940. Marian Chace, Trudi Schoop, Lilian Espenak y Mary Whitehouse son las fundadoras de las distintas modalidades de la danza como terapia. Se engloba bajo el término de terapia artística, ya que se realiza la terapia a través de métodos no convencionales como las artes.

## Descripción
Según la danzaterapia, mente, cuerpo y alma forman una unidad psicofísica e interactúan constantemente entre sí. El movimiento y la postura influyen en el pensamiento y los sentimientos. La meta esencial de la danzaterapia es permitir la unión entre mente, cuerpo y alma. La Asociación Norteamericana de Danza Terapia (ADTA) define la danzaterapia como “el uso psicoterapéutico del movimiento para promover la integración emocional, cognitiva, física y social de un individuo”. (ADTA, 2013)
La danzaterapia es pues una forma de psicoterapia en la que el terapeuta utiliza el movimiento y sus interacciones como elemento primario y de esta forma conseguir efectos terapéuticos.
Según las intervenciones dadas por un terapeuta, la danzaterapia incrementa el nivel de percepción personal y del cuerpo, permite realizar amplios movimientos e incentiva al individuo a expresarse de manera auténtica a través de la integración de lo inconsciente. La danzaterapia se entiende como el uso psicoterapéutico de la danza y el movimiento para lograr la integración de los procesos cognitivos, corporales y emocionales del individuo. El fundamento de la danzaterapia toma en cuenta las influencias de la psicoterapia psicoanalítica.
La terapia de la danza/movimiento es una profesión que requiere estudios de posgrado, es decir, una maestría danza movimiento terapia o bien cursos de ruta alternativa a nivel posgrado que requieren una maestría para cursarse.

### Historia de la danzaterapia
La danzaterapia nació en los años 20 en Alemania. Rudolf von Lavan fue uno de sus participantes. La bailarina alemana Mary Wigman (Karoline Sofie Marie Wiegman) fue una alumna suya. Ella, en su libro El lenguaje de la danza, describe la danza moderna y su experiencia como bailarina. Asimismo, da un gran impulso para la evolución de la danzaterapia. Otras alumnas de Rudolf von Laban y Mary Wigman fueron Irmgard Batenieff, Franziska Boas, Liljan Espenak y Mary Whitehouse. Como emigrantes en los Estados Unidos continuaron con los conceptos teóricos y prácticos aprendidos de sus maestros y desarrollaron otros nuevos. A través de su trabajo con personas con necesidades especiales y trastornos mentales fueron descubriendo nuevas posibilidades terapéuticas que ofrecía la danza. Las bailarinas profesionales Trudi Schoop y Marian Chace, esta última se había formado en psicodrama con Jacob Levi Moreno, también contribuyeron. Alrededor de los años 50 probaron los efectos positivos de la danza en personas que padecían trastornos mentales de mayor intensidad (por ejemplo, en pacientes que no hablaban). Actualmente se conoce a Franziska Boas, Marina Chace, Liljan Espenak, Mary Whitehouse y Trudi Schoop como las “Madres de la Danzaterapia”. Todas ellas crecieron en la época de la danza moderna y para ese entonces ya tenían mucha experiencia con la danza como medio de expresión artístico. Gracias a las experiencias vividas en sus estudios de danza y al contacto con terapeutas de la psicología profunda, se redescubrió la danzaterapia. Sin embargo, ninguna de ellas era psicóloga, psicoterapeuta ni enfermera.

### Las pioneras de la danzaterapia
En 1941, Franziska Boas, junto con una especialista en psiquiatría infantil, empezó a trabajar mediante la danza en una clínica con niños de 12 años que padecían trastornos psíquicos.
- Liljan Espenak, tras haber concluido sus estudios sobre la psicología individual de Alfred Adler con Mary Wigman, se preparó en el Instituto Adler. Intentó que cada uno de sus pacientes y alumnos encontrara la libertad en el movimiento con la coordinación aprendida del cuerpo e improvisaciones rítmicas, y que lograra cambios en su estilo de vida. Liljan Espenak realizó lo mismo con cada uno de sus pacientes como preparación antes de empezar la terapia en grupo. En esta terapia se realizaban juegos de roles que deberían ayudar a los pacientes a aprender a manejar distintas situaciones. Además, se realizaban ejercicios de estiramiento y fortalecimiento que permitían realizar movimientos de la manera más expresiva posible. Liljan Espenak utilizó la música para resaltar o liberar emociones. El primer grupo de pacientes de Espenak lo conformaron niños con necesidades especiales. Más adelante, también trabajó con personas con trastornos neuróticos y psicosomáticos en terapias de grupo o individuales.
- Tina Keller-Jenny completó más que diez años de análisis con C.G.Jung y Toni Wolff (1915-1928), quienes descubrieron el movimiento como una imaginación activa. Ejerció como psiquiatra y psicoterapeuta orientada a Jung. Ella fue una de las primeras mujeres en Suiza en fundar una práctica psiquiátrica de Jung.[1] Keller-Jenny fue una de las pioneras en la integración del análisis con enfoques basados en el cuerpo como el movimiento y la danza, que desde entonces se ha convertido en un elemento importante en el campo del análisis sensible al cuerpo.

- Mary Whitehouse se inició en la danzaterapia por su formación en la danza en Europa y Estados Unidos, y también por su contacto con la psicología profunda de Carl Gustav Jung. Ella diseñó el método junguiano en danzaterapia, el cual es muy conocido hoy en día en los Estados Unidos.

- Trudi Schoop fue una gran bailarina profesional que, a inicios de la Segunda Guerra Mundial, emigró de Suiza a California. Ahí empezó a desarrollar su danzaterapia para personas con trastornos psicóticos crónicos.

- Marian Chace ha sido la pionera más conocida e influyente de la danzaterapia. Sin embargo, nunca se consideró una psicoterapeuta, mas su trabajo con los pacientes hizo que se acercara más al psicoanálisis. Para Marian Chace fue muy importante que sus pacientes aprendieran a saber expresar sus sentimientos para poder relacionarlos mejor. Asimismo, logró que capturen y reflejen cada movimiento para que así sea más sencillo darse cuenta de sus problemas. En la actualidad, el capturar y reflejar cada movimiento es uno de los principales métodos de la danzaterapia. Marian Chace piensa que la formación de los terapeutas en varios tipos de danza es importante, pero tienen que ser consolidados con estudios académicos. Gracias a ella se fundó en el año 1965-66 la Asociación Norteamericana de Danza Terapia (ADTA).

Las Hijas
Después de la primera generación de las “Madres de la Danzaterapia”, le sigue la segunda llamada las “Hijas”. Las “Hijas” fueron mujeres con estudios de danza y también con experiencia teatral. Ellas se basaron en los conceptos psicoterapéuticos de la orientación teórica de la danzaterapia y, tras realizar su formación en la danza, continuaron con la formación en psicoterapia. Los aportes de Erma Dosamantes-Alperson, Penny Lewis-Bernstein y Elaine von Siegel fueron fundamentales para el trabajo de esta generación.

## La danzaterapia en la actualidad
Los principios de las pioneras de la danzaterapia fueron en su mayoría retomados y desarrollados constantemente por sus alumnas. Es por ello que en la actualidad existen distintas teorías sobre la danzaterapia. La danza y el movimiento fomentan beneficios a la salud. Sheets-Johnstone, en su ponencia magistral para la 44a Conferencia de la ADTA, preguntó: “¿Por qué es terapéutico el movimiento?” y da varios ejemplos: el movimiento es vida, ya que comenzamos a movernos desde el momento en que nacemos; también es la base que nos permite percibirnos a nosotros mismos como “agentes capaces y efectivos en el mundo” (ibid, 2010); esto significa que podemos hacer, lograr y promover que las cosas sucedan, pero que también tenemos la posibilidad de cambiar estas experiencias.
Existe una diferencia fundamental entre la danza terapéutica y la danza movimiento terapia. Aunque el movimiento es terapéutico (como en el caso de una clase de cualquier género de danza, que por definición es danza terapéutica), eso no implica que cualquier persona es un terapeuta calificado para el cuidado de la salud mental y que ha refinado sus habilidades verbales y no verbales, lo que le permite llevar a cabo una sesión de danza movimiento terapia. Es importante tomar en cuenta que, a pesar de que esta profesión ha florecido desde la década de los 40 y comenzó a organizarse formalmente en 1966, el término danzaterapia sigue siendo utilizado indistintamente. En países donde no hay un organismo formal que regule la profesión y donde existe poco acceso a libros y publicaciones de danza movimiento terapia, podría ser fácil para el público en general confundirse debido a conceptos equivocados que conciernen a la profesión. La diferencia consiste en la profesionalización.
El movimiento pautado como puede ser la danza, puede tener gran potencial en ciertos colectivos como las embarazadas, la infancia o la tercera edad. Actualmente, hay términos como biodanza o biomúsica que amplían la noción de danza y terapia a campos inusuales como las reacciones fisiológicas que pueden provocar el movimiento o la música. Otros términos que también tienen relación son la danza creativa, "Danza Integral" y el afspaending.

### Teoría
La danzaterapia utiliza la danza y el movimiento de manera psicoterapéutica para alcanzar la integración de procesos corporales, emocionales y cognitivos. También funciona como un medio para el desarrollo de la personalidad. Por un lado, es una terapia artística, y por el otro, una psicoterapia corporal que se centra especialmente en lo que el movimiento representa, tomando en consideración que el cuerpo tiene memoria. En los años 80 se estableció como un método de sanidad que también incluía conocimientos psicológicos e investigación psicoterapéutica. Por ejemplo, psicotraumatología, investigación de comunicación no verbal, investigación creativa y psicoterapia corporal. Desde la década del 90 se han realizado más estudios que se basan en ello (Koch & Bräuniger, 2006).
La danzaterapia tiene como finalidad integrar las experiencias previas al idioma y memoria corporal, estimular la percepción corporal, desarrollar una imagen corporal real, estimular el movimiento personal y el auténtico, desarrollar la percepción personal y hacia los demás, analizar las emociones vividas, lidiar con los conflictos intra e interpsíquicos, adquirir nuevas maneras para establecer vínculos y manejar situaciones, aprender a expresarse y reflexionar sobre el movimiento, ser consciente e integrar lo vivido.
Existen distintas formas para realizar terapias individuales o grupales para todas las edades. Los modos de expresión, adaptación y comunicación pueden observarse a través de la contracción muscular, la respiración, el ritmo, las formas, la postura y dinámica de movimiento, y se pueden influir a través de la danzaterapia.

## Las áreas de la danzaterapia
Las áreas de trabajo de la danzaterapia son diversas. Las más importantes: psiquiatría, clínicas, instituciones psicosomáticas, psicoterapia, instituciones de pedagogía especial, consultorios ambulatorios de danzaterapia (como la HPG, que trata a pacientes con trastornos y patologías psicosomáticas), oncología, neurología, rehabilitación, instituciones para la lucha contra las adicciones, intervención en crisis a víctimas de sucesos traumáticos (por ejemplo, tras accidentes, cáncer, etc.), terapias preventivas, terapia de pareja y terapia de familia, consejos, etc.

## Diagnóstico
Analizando el movimiento, la postura corporal, los gestos, la mímica, el ritmo, la velocidad, la relación con el espacio y la forma de respiración, el terapeuta intenta conocer un poco más sobre los problemas que presenta el paciente. Para conocer aún más sobre este campo, los terapeutas trabajan con exámenes especiales para saber sobre cada uno de estos aspectos encontrados especialmente al iniciar la terapia.

## Los métodos de la danzaterapia
Los métodos más conocidos de la danzaterapia son el Método Laban de Análisis Corporal (LMA), el Movement Psychodiagnostic Inventory (MPI) y el Perfil de Movimiento de Kestenberg. Estos también se emplean para realizar análisis y diagnósticos, así como para intervenciones y evaluaciones terapéuticas. Los cuatro métodos principales de la danzaterapia son la técnica de danza, la imitación, la improvisación y la creación. Estas se relacionan unas con otras y se complementan, pues a través del trabajo realizado con la técnica de danza se aprenden una serie de movimientos conocidos y necesarios para la improvisación. Durante la creación se unen elementos procedentes de las áreas mencionadas.

### La técnica de danza
En la danzaterapia no solamente se representan estilos de danza definidos, como habitualmente se cree. Los movimientos simples como los gestos, pequeños juegos de movimiento y giros sencillos, también pertenecen a la danzaterapia, así como la recreación oral de lo vivido. Los ejemplos de movimiento preestablecidos ayudan a superar la timidez. Al bailar, muchos temen no poder realizar el movimiento adecuado y agradable a la vista. En esta situación, la técnica de danza puede brindar mayor seguridad a la persona.
La técnica de danza tiene como finalidad reproducir los movimientos incorporando nuestro mundo interior, percibir mejor los sentimientos corporales, ampliar el repertorio de movimientos y prestarle más atención a la fusión entre un estado de ánimo y el movimiento. La elección del estilo de baile dependerá del estado de ánimo y la situación general del paciente, ya que los distintos estilos de baile crean diferentes estados de ánimo.

### La imitación
El imitar los movimientos de otras personas permite crear los de uno mismo y con ello, desarrollar la personalidad. En un principio resulta un tanto extraña la idea de acercarse a uno mismo manifestando los sentimientos, estados de ánimo e imitando a otra persona, sin embargo al imitar a otros y comparándonos con ellos, o tal vez al rechazar o contraponiéndonos a otra persona recibimos información y alguna respuesta sobre nosotros mismos. Por ello, muchas veces puede ser terapéuticamente importante exigirle al paciente imitar movimientos específicos. Además, con la imitación, es muy importante que no sólo se esté concentrado físicamente, sino también psicológicamente. En algunos casos, si la terapeuta percibe que el paciente tiene un determinado sentimiento difícil de expresar o no sabe cómo expresarlo, entonces ella puede recurrir a la imitación. La terapeuta puede enseñarle al paciente un movimiento que concuerde con el sentimiento que quiere interpretar y con ello ayudarlo a expresarse.

### La improvisación
Una característica de la improvisación es el dejarse llevar por lo imprevisto o no planificado. A través de esta uno se deja llevar por los impulsos, realiza lo que uno desea y lo representa con el movimiento. En la improvisación no existen movimientos planeados, pues con esta uno decide cómo utilizar el cuerpo, el espacio, el tiempo, la fuerza y el ritmo. Con la improvisación no se realiza algún movimiento para lograr un estado definido, la persona que danza puede expresar sus sentimientos, vivencias e ideas a través del movimiento.
Por lo general, el empezar con la improvisación en la terapia es difícil y causa temor al paciente, pues éste siente de repente que la libertad está en sus manos y por ello se mueve de manera insegura y no sabe qué tiene que hacer. Al improvisar se eliminan todos los comportamientos planeados, obligaciones y límites, sin embargo el paciente no se siente en ese momento “libre”. Esto permite que uno mismo reaccione, es decir, que nos demos cuenta de las restricciones y limitaciones que nos ponemos a diario.
Otra dificultad de la improvisación es el lograr desconectarse de sí mismo, es decir, desconectarse también del intelecto. Sólo realizando esto se consigue entrar en el subconsciente, lo cual es necesario para despertar los sentimientos, acontecimientos, recuerdos y movimientos emotivos que han sido olvidados, suprimidos o desplazados, para luego poder “personificarlos”.
Mientras se permanezca más tiempo desconectado, más rápido se podrá recordar lo olvidado y oculto. Algunas veces este hecho despierta sentimientos y movimientos que terminan en una catarsis. Durante la improvisación, el trabajo con el subconsciente es conveniente para pacientes que, por lo general, son funcionales, pero que aun así son invadidos por sentimientos del vacío y del absurdo. Con los pacientes que sufren de algún trastorno psicótico no se trabaja con el subconsciente, sino con un mundo externo y real para crear una estructura del yo clara.

### La creación
La creación se entiende como la combinación entre la técnica de danza y la improvisación.
Con la técnica de danza se intenta representar un movimiento preciso para encontrar un sentimiento adecuado, mientras que con la improvisación, se intenta representar un sentimiento o un estado de ánimo a través de impulsos y movimientos improvisados.
Con la creación se debería encontrar un equilibrio entre ambos extremos. Aquí se combina lo aprendido durante la técnica de danza y la improvisación, es decir, aprender a controlar los propios movimientos y expresar los propios sentimientos.
Durante la creación, el paciente expresa sentimientos, estados de ánimo y emociones con movimientos controlados que van al ritmo de un estilo de música adecuado. El paciente tiene la libertad de elegir qué sentimiento desea representar. Él escoge, controla y cambia. De esta manera se genera un distanciamiento necesario para el paciente pues no siente que su mundo interior se encuentre desorientado ni que pueda perderse en él, como ocurre con la improvisación. Con la creación tiene la posibilidad de expresarse en todo momento a través de la danza.